# Microsoft Office 2010
Microsoft Office 2010, kodnog naziva Office 14, je programski paket za Microsoft Windows operativne sustave i nasljednik je paketa Microsoft Office 2007. Donosi brojna poboljšanja kao što su datotečni formati i poboljšano korisničko sučelje. Office 2010 ne podržava Windows XP Professional x64 Edition.U prodaji je od 15. lipnja 2010. 
Office 2010 prvi donosi besplatne web aplikacije i to Word, Excel, PowerPoint i OneNote, koje se otvaraju unutar popularnih web preglednika (Internet Explorer, Mozilla Firefox, Google Chrome i Apple Safari). Inačica Office Starter 2010 zamjenjuje oslabljeni paket Microsoft Works. Razvija se i Office Mobile 2010 za mobilne uređaje koji koriste Windows Mobile 6.5 i Windows Phone 7.

### Povijest
Razvoj paketa Office 14 započinje 2007 kada Microsoft završava rad na paketu Office 12 poznatom kao Microsoft Office 2007. Inačica 13 preskočena je zbog nepopularnosti broja 13! Pretpostavljalo se da će prva inačica Office 14 paketa ugledati svjetlo dana u prvoj polovici 2009. 
10. siječnja 2009. testeru su procurili prvi screen shotovi. 15. travnja 2009. Microsoft je potvrdio da će Office 14 biti objavljen u prvoj polovici 2010. Microsoft je 14. srpnja 2009. poslao je pozivnice za testiranje. Beta inačica build 4417 je 30. kolovoza 2009. procurila na Internet.
Javna beta inačica bila je dostupna od 16. studenog 2009. za sve pretplatnike TechNet, Microsoft Developer Network skraćeno MSDN i Microsoft Connect korisnike. Svim ostalim korisnicima javna beta bila je dostupna od 18. studenog 2009. Radi se o besplatnoj, potpuno funkcionalnoj inačici Office 14 paketa čija licenca istječe 31. listopada 2010. Beta inačicu skinulo je 9,5 milijuna korisnika.
15. lipnja 2010. Microsoft Office 2010 je pušten u prodaju.

### Nove značajke
Microsoft Office 2010 ima poboljšanu podršku za ISO/IEC 29500:2008, međunarodni standardni Office Open XML (OOXML) datotečni format, Office 2010 podržava OpenDocument podatkovni format (ODF) 1.1, standard konzorcija OASIS.
Nove su i značajke poput alata za hvatanje slike ekrana, zaštitni mod dokumenta, novi SmartArt predlošci i dozvole autora teksta. Promijenjen je i Ribbon, sučelje koje imaju svi Office programi, uključujući Office Outlook, Visio, OneNote, Project i Microsoft Publisher.
Office programi usklađeni su s Windows 7 sustavom i imaju tzv. Jumplist - listu linkova za brzi pristup važnim stvarima za određenu aplikaciju baš kao i Windows 7 OS.
Neke značajnije značajke:
- Zanimljivi dokumenti i prezentacije. PowerPoint 2010 prezentacije možete upotpuniti video isječcima, fotografijama i novim efektima.

- Kombiniranje druženja i rada. Outlook 2010 s novim Outlook Social Connectorom omogućava da vaša produktivnost ostane na razini, ali i da poboljšate svoje društvene i poslovne veze. Autorstvo većeg broja korisnika u programima Microsoft Word, Microsoft PowerPoint i Microsoft OneNote omogućuje bolju suradnju na idejama i informacijama.

- Obavljanje posla s bilo koje lokacije. Uz OfficeWeb Apps korisnici ne moraju biti za svojim računalom da bi radili na dokumentima – mogu ih spremati direktno iz Office 2010 programa na Windows Live SkyDrive, zatim ih pregledavati i uređivati direktno iz web preglednika te dijeliti s drugima. Office Mobile 2010 korisnicima omogućuje da u svakom trenutku brzo pregledaju ili urede dokumente dok su u pokretu. Dokumenti izgledaju jednako i na isti način su oblikovani na svim računalima, telefonima i web preglednicima, što omogućuje postizanje očekivanih rezultata jer izgled ne ovisi o uređaju na kojem korisnik trenutačno radi.

- SharePoint Server. Po uzoru na Web 2.0 paradigmu Microsoft je postavio server za kaloaboraciju i web izdavaštvo.

### Programi paketa Office 2010
- Microsoft Access 2010
- Microsoft Excel 2010
- Microsoft InfoPath 2010 (samo u Professional Plus)
- Microsoft OneNote 2010
- Microsoft Outlook 2010
- Microsoft PowerPoint 2010
- Microsoft Publisher 2010
- Microsoft Office Communicator 2010 (samo u Professional Plus)
- Microsoft SharePoint Workspace 2010 (samo u Professional Plus)
- Microsoft SharePoint Designer 2010 (besplatno, skida se s Interneta)
- Microsoft Word 2010
- Microsoft Visio 2010 (izvan paketa Office 2010)
- Microsoft Project 2010 (izvan paketa Office 2010)

### Inačice
| Inačica                   | Starter | Home and Student | Home and Business | Professional | Professional Plus |
| ------------------------- | ------- | ---------------- | ----------------- | ------------ | ----------------- |
| Word 2010                 | x*      | x                | x                 | x            | x                 |
| Excel 2010                | x*      | x                | x                 | x            | x                 |
| PowerPoint 2010           |         | x                | x                 | x            | x                 |
| OneNote 2010              |         | x                | x                 | x            | x                 |
| Outlook 2010              |         |                  | x                 | x            | x                 |
| Access 2010               |         |                  |                   | x            | x                 |
| Publisher 2010            |         |                  |                   | x            | x                 |
| InfoPath 2010             |         |                  |                   |              | x                 |
| SharePoint Workspace 2010 |         |                  |                   |              | x                 |
| Communicator 2010         |         |                  |                   |              | x                 |

* slabije inačice programa

## Vanjske poveznice
- Microsoft Office 2010 službena stranica
- Microsoft Office 2010 blog - video s novim mogućnostima  Arhivirana inačica izvorne stranice od 17. srpnja 2009. (Wayback Machine)